# Tigranes II d'Armènia

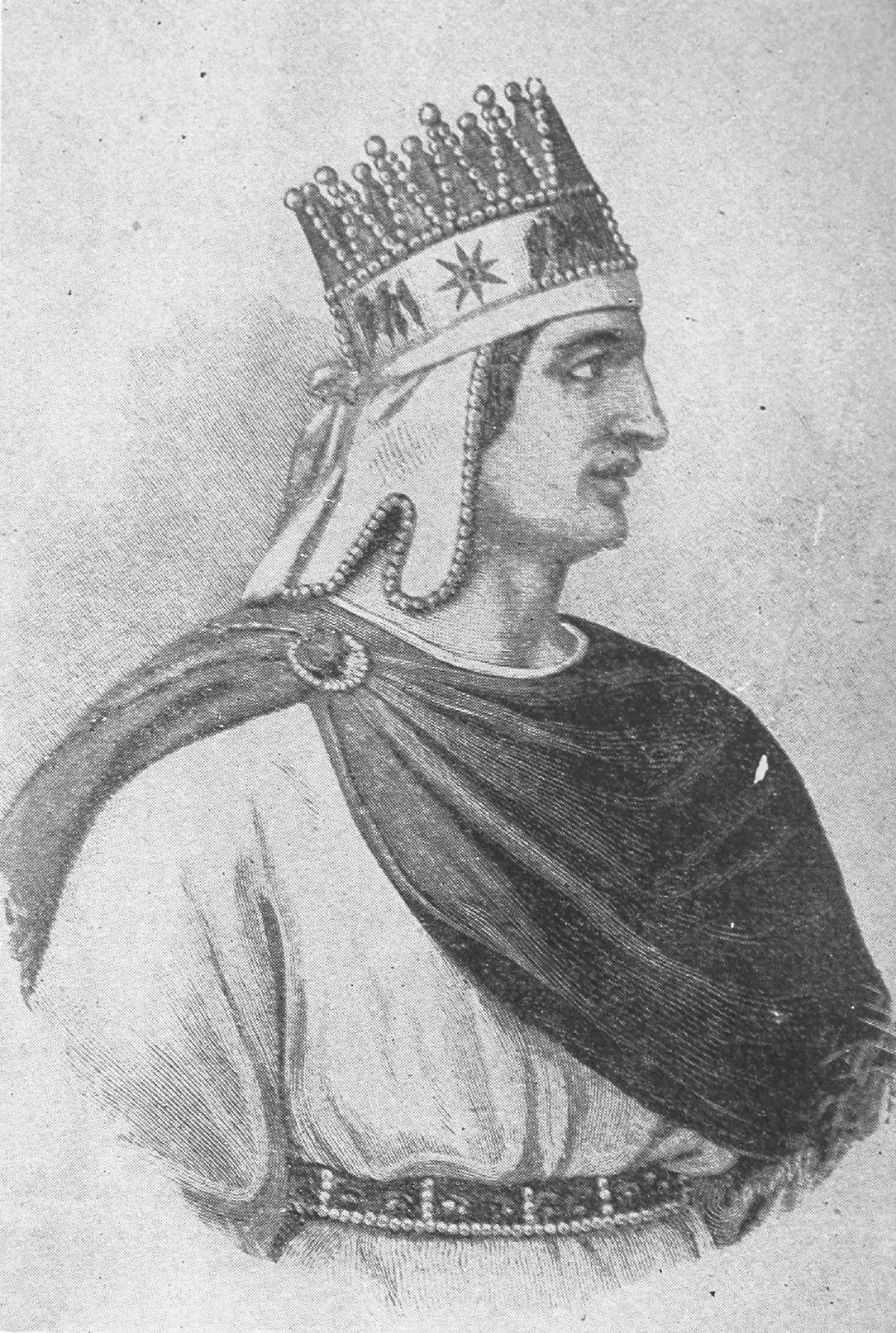
Tigranes II el Gran

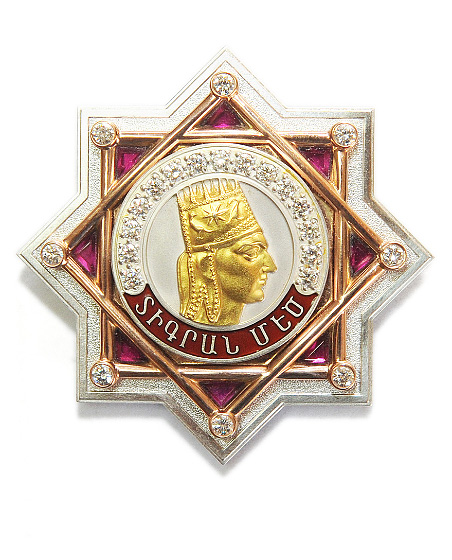
Ordre de Tigranes el Gran

Tigranes II, conegut com a Tigranes el gran (en armeni Տիգրան Մեծ, en grec antic Τιγράνης ὁ Μέγας 'Tigránes ho Mégas') va néixer cap a l'any 140 aC i va morir el 55 aC. Va ser rei d'Armènia del 95 aC fins al 55 aC. Era fill o germà d'Artavasdes II d'Armènia (no se sap amb seguretat). Formava part de la Dinastia Artàrxida.

## Abans d'arribar al tron
Cap al final del regnat del rei de Pàrtia Mitridates el gran (123 aC-88 aC) els parts van envair Armènia. El rei Artavasdes II d'Armènia (123 aC-95 aC) va ser derrotat i el seu fill Tigranes fet presoner i criat com a hostatge a la cort de Mitridates. A la mort d'Artavasdes, Tigranes va heretar el regne, va comprar la seva llibertat cedint 70 valls frontereres a l'Atropatene, a l'actual Nord-oest d'Iran, als Parts, i després de ser alliberat va pujar al tron, on seria conegut com a Tigranes el gran. Estrabó diu que Tigranes va tenir una fortuna molt variada: "Primer va ser hostatge dels parts i després va tenir el privilegi de poder tornar a casa, i els parts van rebre com a recompensa setanta valls d'Armènia que havia conquerit el seu avi Artaxes.

## Regnat

### Primeres mesures
Sembla que el primer que va fer és establir un districte militar per defensar el nord, a la Gogarene, districte que va confiar a un Bdeachkh (el títol era "Bdeachkh del costat de Masqath"). Després no va tardar a atacar l'Armènia Sofene, on era rei Artanes, que havia recuperat Tomisa dels capadocis (per compra, ja que la Capadòcia necessitava finançament per la seva guerra amb el Pont). Artanes va morir a la lluita i el regne de Sofene va arribar a la fi.
Mitridates VI Eupator del Pont volia conquerir Capadòcia des del 99 aC, i per això va buscar l'aliança d'Armènia. Mitridates va donar la seva filla Cleòpatra (d'uns 15 anys) com a dona de Tigranes. Les fonts diuen que Tigranes tenia el triple d'edat o sigui uns quaranta-cinc anys.

### Guerres
Cap a l'any 94 aC o 93 aC Tigranes va enviar tropes a Capadòcia, va expulsar Ariobarzanes I i va col·locar al tron el jove fill de Mitridates, Ariarates X, sota la regència de Gordi o Gordià però el romà Sul·la va restaurar l'any següent a Ariobarzanes I. Sul·la a més a més va signar un tractat amb els parts que reconeixia que el riu Eufrates seria la frontera entre la zona d'influència dels parts i dels romans. Durant un temps Tigranes no va poder continuar la guerra però durant la guerra social, quan Roma va fer tornar les legions de l'Àsia, va renovar l'aliança amb el seu sogre Mitridates. L'any 90 aC van envair altre cop Capadòcia i van deposar Ariobarzanes i restaurar nominalment a Ariarates X, però ja acabada la guerra social un ultimàtum romà va imposar l'evacuació, i Ariobarzanes va ser restituït una vegada mes l'any 89 aC. Però tot just l'any següent va tornar a ser deposat, aquesta vegada sense intervenció de Tigranes. Aquell mateix any havia arribat al tron de l'Imperi Part el rei Artaban II (88 aC-77 aC) que aviat va haver de fer front a la invasió dels escites (Saka) i Tokharis pel nord-est, i una de les tribus (els Sarakaukes) fins i tot arribarà a col·locar al tron el seu successor, el rei Sinatrokes 77 aC-70 aC.
Aprofitant aquests fets, Tigranes va envair el país d'Adiabene, abans Assíria, i va avançar cap a Arbela i Nínive. Els armenis van arribar a les portes d'Ecbàtana (Hamadan), la capital dels parts, i el palau del sàtrapa de Mèdia va ser cremat. Per obtenir la pau el rei part Artaban II va haver de retornar els setanta districtes cedits per Armènia el 95 aC i a més la Mesopotàmia del nord, bàsicament Corduena, Adiabene, Arzanene (comarca d'Arzèn, l'alt Tigris), Migdònia (regió de Nisibe) i Osroene (o país d'Edessa), regides per dinastes o sàtrapes que van conservar el poder sota un nou sobirà. El dinasta d'Atropatene (Mèdia) va considerar prudent fer homenatge al rei armeni i va emparentar-s'hi casant amb una filla de Tigranes. Sembla que tanmateix els georgians i els albans van acceptar alguna mena de dependència de Tigranes cap a l'any 84 aC.
Commagena (país de Samòsata) també va reconèixer la sobirania de Tigranes segurament el mateix 84 aC. Síria, on el poder selèucida, estava en descomposició després de la mort d'Antíoc XII, i els caps àrabs havien assolit el poder en alguns llocs (els nabateus fins a Damasc, el xeic Sampsikermaos a Emesa, i d'altres a les viles mes a l'interior) i a Antioquia, Selèucia i alguna altra ciutat s'havia proclamat la república. Un partit del país va cridar a Tigranes i aquest no s'ho va pensar i va enviar el seu exèrcit a Síria. El rei selèucida Felip I Filadelf es va refugiar a Cilícia, i es creu que va ser perseguit fins allí, capturat i executat per Tigranes potser el 83 aC. Cilícia i les regions adjacents van quedar aquell any sotmeses.
Es va reestructurar Síria i es va incloure en un dels quatre virregnats (Bdeachkh) en què es va dividir administrativament Armènia i es coneix el nom d'un virrei: Megadates. La república d'Antioquia es van sotmetre a Tigranes el mateix any, pacíficament, però Selèucia va resistir. La princesa selèucida, Cleòpatra V Selene, vídua d'Antíoc X, va resistir per un temps a Ptolemais (Acre), però finalment el 71 aC la ciutat va ser ocupada per Tigranes i Selene feta presonera. Pel mateix temps va obligar a rendir-se les ciutats fenícies que no ho havien fet. En canvi no va intentar res contra els nabateus de Damasc ni contra els asmoneus del país dels jueus.

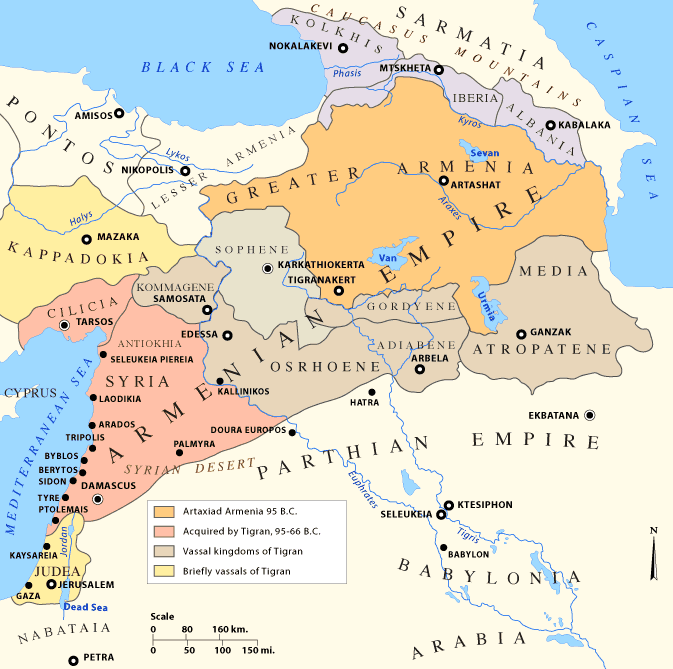
Imperi armeni a l'època de Tigranes II

### Tigranocerta
En aquest temps va fer construir una nova capital, al centre dels seus dominis, que va portar el nom de Tigranocerta. La seva ubicació no està establerta. Estrabó la situa a Migdònia, Eutrop a Arzanene, Lehmann-Haupt pensa que seria la futura Martiròpolis (Mayyafariqin) entre l'Arzanene i la Sofanene. Es va poblar la ciutat amb adiabens (assiris) i gordians (kurds). També hi va portar molts habitants de Mazaca, la capital de Capadòcia, capturats en un atac al país el 78 aC o 77 aC, i des de la colònia grega de Soli, a Cilícia.

### El conflicte amb Roma
L'estiu del 72 aC el rei Mitridates VI Eupator del Pont, expulsat pels romans, es va refugiar a Armènia, regne del seu sogre. Tigranes li va donar un castell i una guàrdia (tardor del 71 aC) però no el va anar a veure. Durant 20 mesos Mitridates va romandre al castell (fins a la primavera del 69 aC). Un enviat romà, Api Claudi, cunyat del general Lucul·le (conqueridor del Pont), en va demanar l'entrega el 71 aC. Tigranes va cridar a Api Claudi a Antioquia, on ell havia de retornar (es trobava a Fenícia sotmetent les darreres ciutats hostils). Durant la seva estada Api va fer contacte amb el rei Zarbienos de la Corduena i algun altre dinasta, i amb els caps grecs d'algunes ciutats de Síria. En arribar el rei a Antioquia va rebre un ultimàtum: o entregava Mitridates o Roma declararia la guerra. Tigranes va considerar deshonrós entregar el seu parent, i va refusar l'ultimàtum tot i que volia evitar la guerra (finals del 71 aC o principis del 70 aC). Assabentat dels contactes amb Api Claudi, el rei de Corduena va ser executat i les seves fortaleses ocupades (Sareisa, Satala, Pinaca i d'altres).

### Guerra amb Roma
A la primavera del 69 aC Tigranes es va entrevistar amb Mitridates, a qui es va encarregar reconquerir el Pont mentre l'exèrcit armeni envaïa l'Àsia Menor per Licaònia. Però abans de començar la guerra ja el general Lucul·le havia iniciat l'ofensiva amb ajut d'Ariobarzanes de Capadòcia, atacant Melitene, creuant l'Eufrates per Tomisa, i entrant a la Sofene per avançar en direcció cap a Tigranocerta. Tigranes va enviar un cos d'exèrcit sota el comandament del general Mitrobarzanes, que va ser aniquilat pel legat romà Sextili. Tigranes llavors es va retirar cap al nord, a l'Armènia pròpia junt amb totes les tropes dirigides pel governador de Síria Magadates, deixant la zona del sud del Tigris defensada pel seu germà Guras a la fortalesa de Nisibe, i el seu lloctinent Mankaios a Tigranocerta. Lucul·le va arribar davant Tigranocerta, i en va ocupar la rodalia i algun palau fora ciutat, però els mercenaris grecs i cilicis van resistir amb coratge i van usar nafta en flames, la versió armènia del foc grec.

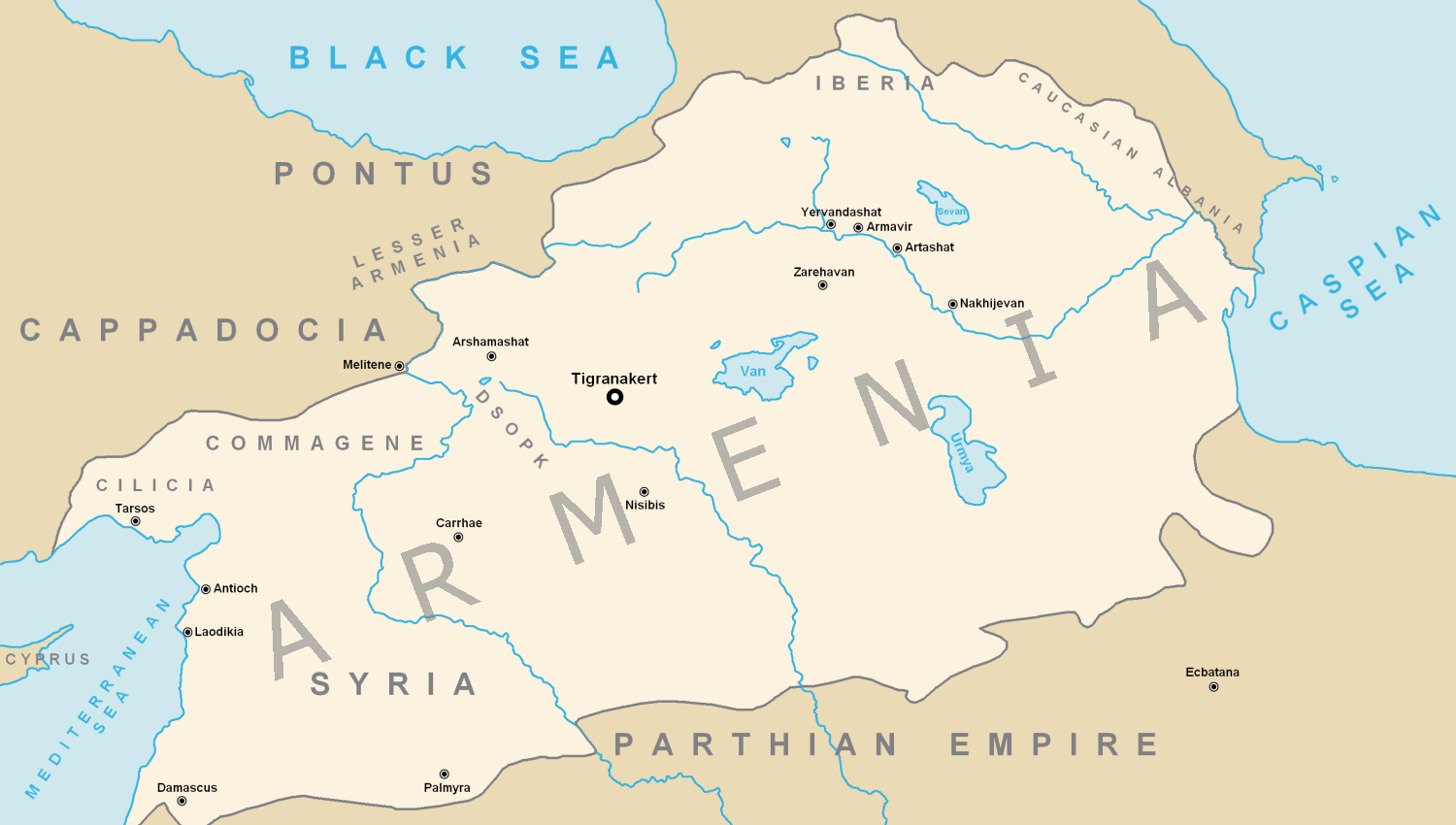
Imperi de Tigranes II

Mentre, ja estaven arribant a la regió del llac Van les forces enviades pels vassalls: els reis d'Adiabene i Atropatene amb els seus exèrcits, i nombrosos contingents d'ibers, albans i àrabs. Al mateix temps Mitridates marxava cap a la regió amb els seus lleials, precedit pel seu general Taxil, que va aconsellar a Tigranes no arriscar-ho tot en una sola batalla i fer petits combats i, aprofitant la superioritat de la cavalleria armènia, tallar les línies de subministrament dels romans; el rei no el va escoltar i va avançar cap a Tigranocerta. Una avantguarda de sis mil homes va trencar les línies romanes amb un núvol de fletxes i va entrar a la ciutat assetjada, i es va emportar a la reina i el tresor, tornant a passar per les línies romanes. Lucul·le, assabentat de l'arribada del rei armeni, va deixar davant la ciutat sis mil homes sota el comandament del seu lloctinent Murena i amb la resta, uns dotze mil homes i tres mil cavallers, va sortir a buscar a Tigranes. El combat decisiu va tenir lloc el 6 d'octubre del 69 aC a la riba del Tigris, probablement una mica més amunt del lloc de confluència del Centrites (Bohtan). Tigranes manava el centre, la dreta era del rei d'Atropatene (gendre de Tigranes) i l'esquerra del d'Adiabene. Lucul·le, amb una brillant estratègia, va obtenir una victòria completa i Tigranes i els seus es van retirar, però Síria i la regió al sud del Tigris ja es podia donar per perduda. Els mercenaris grecs i cilicis de Tigranocerta van desertar i Lucul·le va fer la seva entrada i va permetre el retorn a casa seva de tots aquells que ho volien, especialment els grecs. Els dinastes locals van haver d'acceptar el protectorat romà, entre ells el rei de Commagena, Antíoc. Els romans van passar l'hivern a la Corduena. Nisibe encara resistia sota la direcció de l'enginyer grec Cal·límac.

### Segona part del conflicte
Tigranes va recórrer Armènia i va reunir un nou exercit per passar a l'atac al bon temps de l'any següent, és a dir a la primavera del 68 aC. Oficials grecs van instruir a tota presa a quaranta mil soldats i trenta mil cavallers, armenis, ibers i gent de Mèdia, entre d'altres. Aprofitant els saquejos dels temples i santuaris que feien els romans, es va poder donar a la lluita un caire de defensa de la nació i de la religió.
A la primavera del 68 aC Lucul·le va decidir atacar Artàxata, al cor d'Armènia, i va sortir de Migdònia cap a aquella capital una mica tard, ja a l'estiu i va tenir problemes de subministraments sobre el terreny a causa del clima. Tigranes, acompanyat de Mitridates, van refusar la batalla frontal, i amb la cavalleria intentaven evitar el proveïment dels romans. Per forçar el combat Lucul·le va pujar l'Arsanies (Murad Su) cap a Artàxata. Prop d'un riu a la vora de Malazgird els armenis van presentar batalla i van emprar la que després seria anomenada tàctica dels parts, consistent en recular ràpidament per tot seguit girar-se i cosir de fletxes als perseguidors. Tigranes i el seu gendre el rei d'Atropatene, presentaven batalla frontal i Mitridates atacava als romans per la rereguarda. Lucul·le va contenir a Tigranes i va fer fugir els atropatens, i Mitridates també va ser rebutjat. Finalment Lucul·le va poder conservar el camp i els armenis van perdre cinc mil homes, però després de la batalla els romans van quedar molt afeblits. L'estiu s'estava acabant i en avançar cap al nord el fred es va fer sentir. L'avanç no portava enlloc (Artàxata era encara lluny) i aviat les aigües es glaçaven i el menjar mancava; la gent del país era hostil i les forces armènies i els seus aliats els atacaven en punts estratègics. Les legions amenaçaven d'amotinar-se i Lucul·le va haver d'ordenar la retirada. A la tardor es va presentar davant Nisibe, que finalment va aconseguir de conquerir-la. Els armenis van avançar cap a la regió del Tigris i van ocupar els districtes al nord i quasi van obligar a rendir-se a la legió dirigida per Fanni (Fannius) que només es va salvar per l'arribada del mateix Lucul·le. A finals del 68 aC Mitridates, amb vuit mil soldats, la meitat armenis, entrava al Pont i el reconqueria fàcilment en uns mesos de combat (primavera del 67 aC). A començaments del 67 aC el rei d'Atropatene, va ser enviat contra Capadòcia on va combatre a les guarnicions romanes que van caure aniquilades i a l'estiu ja dominava una bona part del país.

### Problemes familiars
Tigranes havia estat de mala sort amb els fills que havia tingut de la seva muller Cleòpatra: el més gran Zariadres al front de megistans armenis descontents, s'havia revoltat en una data no prou establerta (probablement el 69 aC) i havia mort en combat; el segon, assabentat que el seu pare havia caigut de cavall, el va donar per mort i es va proclamar rei, i després el seu pare el va desheretar. I el tercer, Tigranes el jove, es va revoltar el 67 aC i va ser derrotat havent de fugir refugiant-se a la cort del rei part Fraates III, i es va casar amb una filla d'aquell rei l'any 66 aC. Llavors el sogre va decidir envair Armènia i restaurar el seu gendre; va arribar fins a Artàxata però no la va poder conquerir i abans que arribés l'hivern es va retirar amb bona part de les seves tropes i va deixar la resta al seu gendre perquè continués el setge. Al sortir el gros de l'exèrcit part, el rei armeni es va presentar a la vora de la ciutat i va desfer les forces del seu fill, que va fugir i es va entregar al general romà Gneu Pompeu Magne, successor de Lucul·le l'Àsia Menor, a qui va oferir de guiar per Armènia, oferta acceptada per Pompeu.

### Intervenció de Roma
Pompeu va passar de l'Eufrates a l'Araxes avançant cap a Artàxata. Prop de la ciutat Tigranes va demanar negociar i es va presentar voluntàriament al camp de Pompeu. La seva confiança va obtenir recompensa, perquè Pompeu va actuar com corresponia a un romà. Li va posar la corona i li va dir que no havia perdut un regne sinó que havia guanyat l'amistat de Roma. Tigranes va renunciar formalment a Síria, Commagena, Osroene, Migdònia i va pagar una indemnització de guerra, i el regne d'Armènia va ser declarat amic de Roma. Pompeu, en canvi, va castigar el fill traïdor, al que s'havia promès el regne de Sofene, que no l'havia fet prou content, i el va empresonar, i va donar Sofene al rei de Capadòcia.
Pompeu, amb la neutralitat de Tigranes, va poder derrotar els albans del Baix Kura (hivern del 66 aC), els ibers (65 aC) i va enviar tropes sota el comandament del seu lloctinent Afrani, a protegir la Corduena, província que formava part d'Armènia i que els parts reclamaven.
Tigranes va regnar sota protecció romana fins a la seva mort potser el 55 aC, quan tenia gairebé els vuitanta-cinc anys. El va succeir el seu fill Artavasdes III.